# Marcus Brühl
Marcus Brühl (* 4. November 1975 in Siegen; † 13. Mai 2015 in Berlin) war ein deutscher Lyriker und Prosaautor.

## Biografie
Nach eigenen Angaben beschloss er Dichter zu werden, nachdem er mit 14 Jahren Goethes Dichtung und Wahrheit gelesen hatte. Er studierte Literaturwissenschaft, Anglistik, Soziologie und Theaterwissenschaft an der Freien Universität Berlin und der Humboldt-Universität zu Berlin.
Das erfolgreichste Werk des Lyrikers war sein Roman Henningstadt. Seine Erzählungen und Gedichte sind in zahlreichen Zeitschriften und Anthologien veröffentlicht und im Hörfunk ausgestrahlt worden. Neben der Gestaltung durch den stimmlichen Vortrag hat er für lyrische Arbeiten verschiedene Stücke mit Klavier, Schlagwerk, Bewegung und Tanz entwickelt und realisiert.
Er verstarb am 13. Mai 2015 in seiner Wohnung, möglicherweise infolge einer Kopfverletzung nach einem epileptischen Anfall.

## Auszeichnungen
- Marcus Brühl war Preisträger des Treffen Junger Autoren (1993 & 1995).
- Literaturpreis des Kommed e. V., Berlin 1994

## Buchpublikationen
- Lebensansichten einer gepflegten Tunte -- ein praktischer Leitfaden von Penelope für Dich (als Penelope).  Berlin, 1997.  ISBN 978-3-89656-020-9
- Atemlicht geräuschlos. Gedichte, Edition Schwarzdruck, Berlin 1999
- Henningstadt. Roman, MSK-Verlag, Hamburg 2001, seit Frühjahr 05 als Taschenbuch bei Piper
- Lars. Erzählungen, MSK-Verlag, Hamburg 2002
- Spielzeug. Gedichte, MS Hamburg 2006
- Wege gehen. Gedichte aus dem Nachlass, MS Hamburg 2016